# 岳阳里
岳阳里始建于1941年，由中国工程司建筑师阎子亨设计，位于当时的天津英租界的福发道（Forfar Road）（今和平区岳阳道），目前为一般保护等级历史风貌建筑。

## 建筑风格
岳阳里由六幢具有现代建筑特征的集合式住宅形成组团，建筑均为二层至三层砖木结构楼房，外立面为硫缸砖清水墙面。建筑内部房间按照现代生活方式布局，宽敞合理，装饰简洁朴素，暖卫设施齐全，建筑内部木扶手至今保存较好。

## 建筑图片

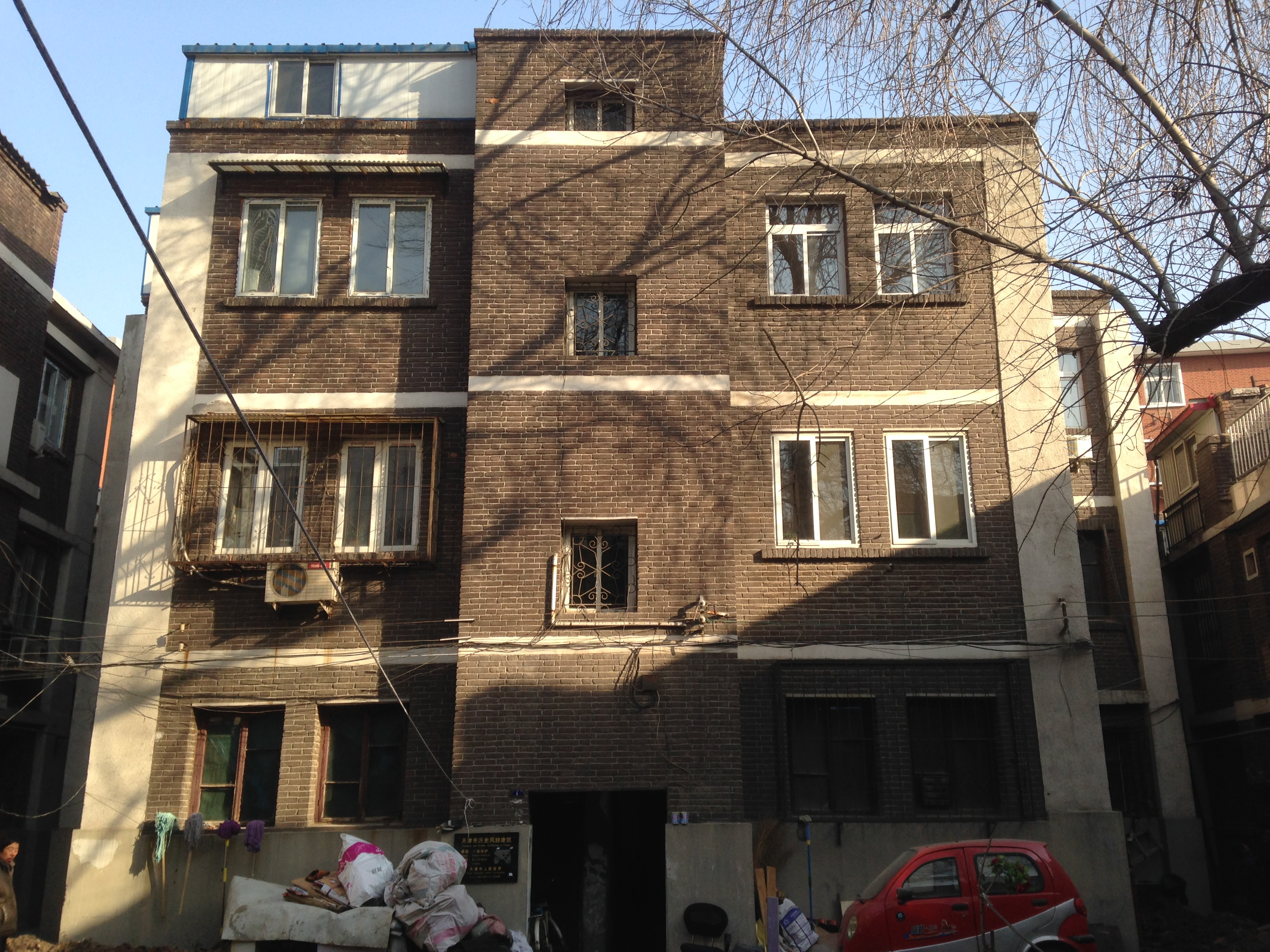
岳阳道岳阳里1号
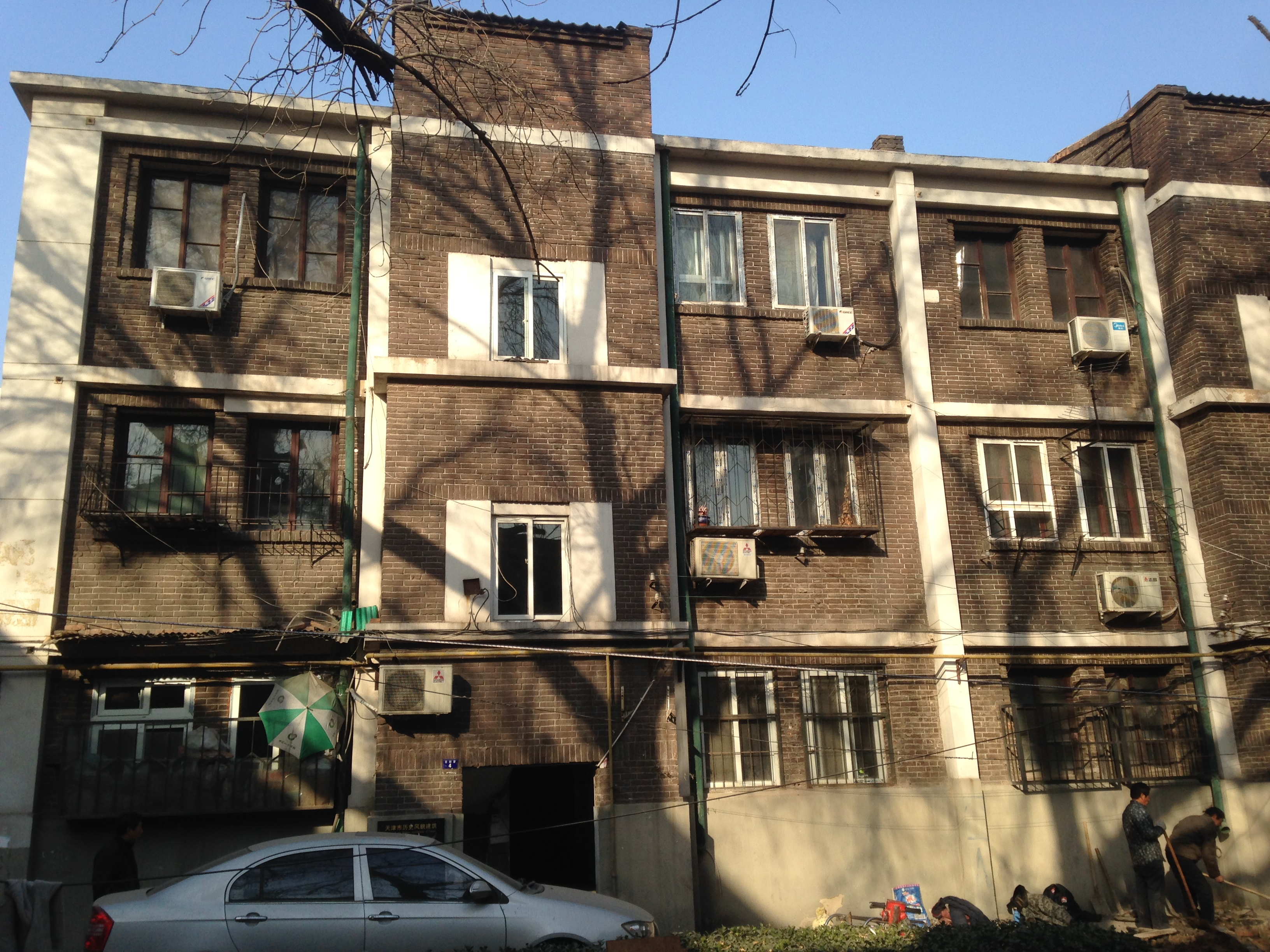
岳阳道岳阳里2、3、4号
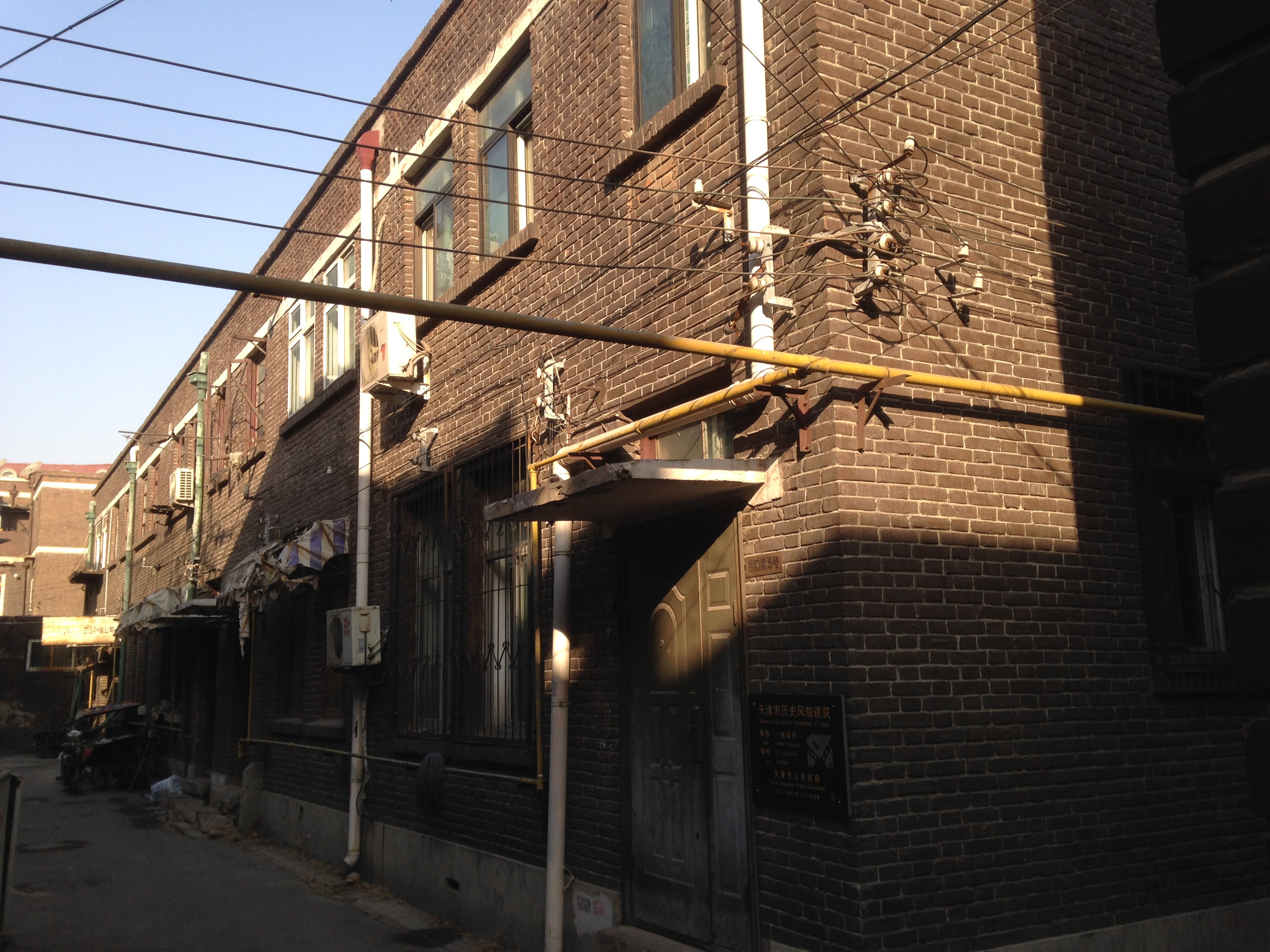
岳阳道岳阳里5、6、7、8、9号
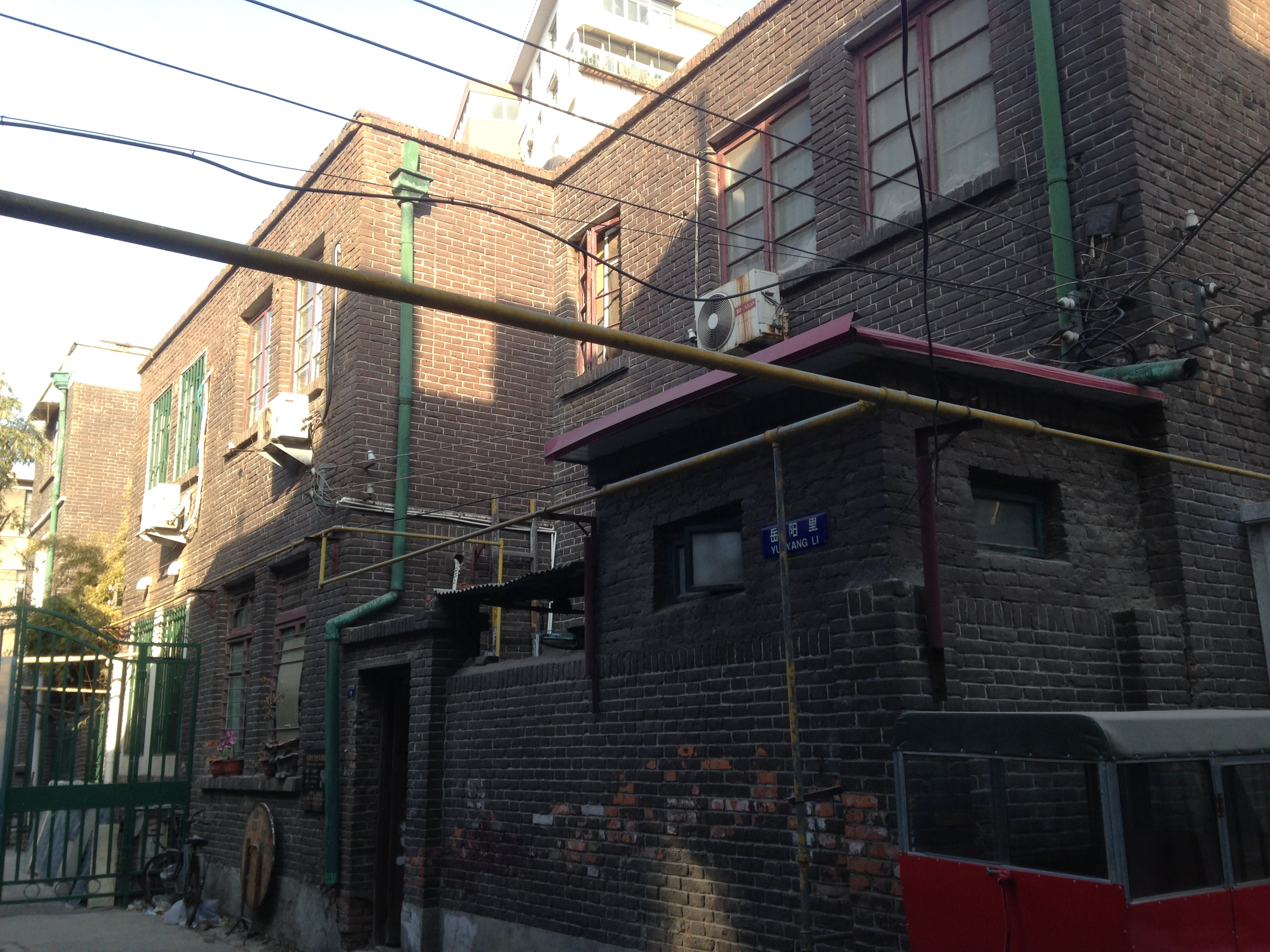
岳阳道岳阳里10、11、12、13号
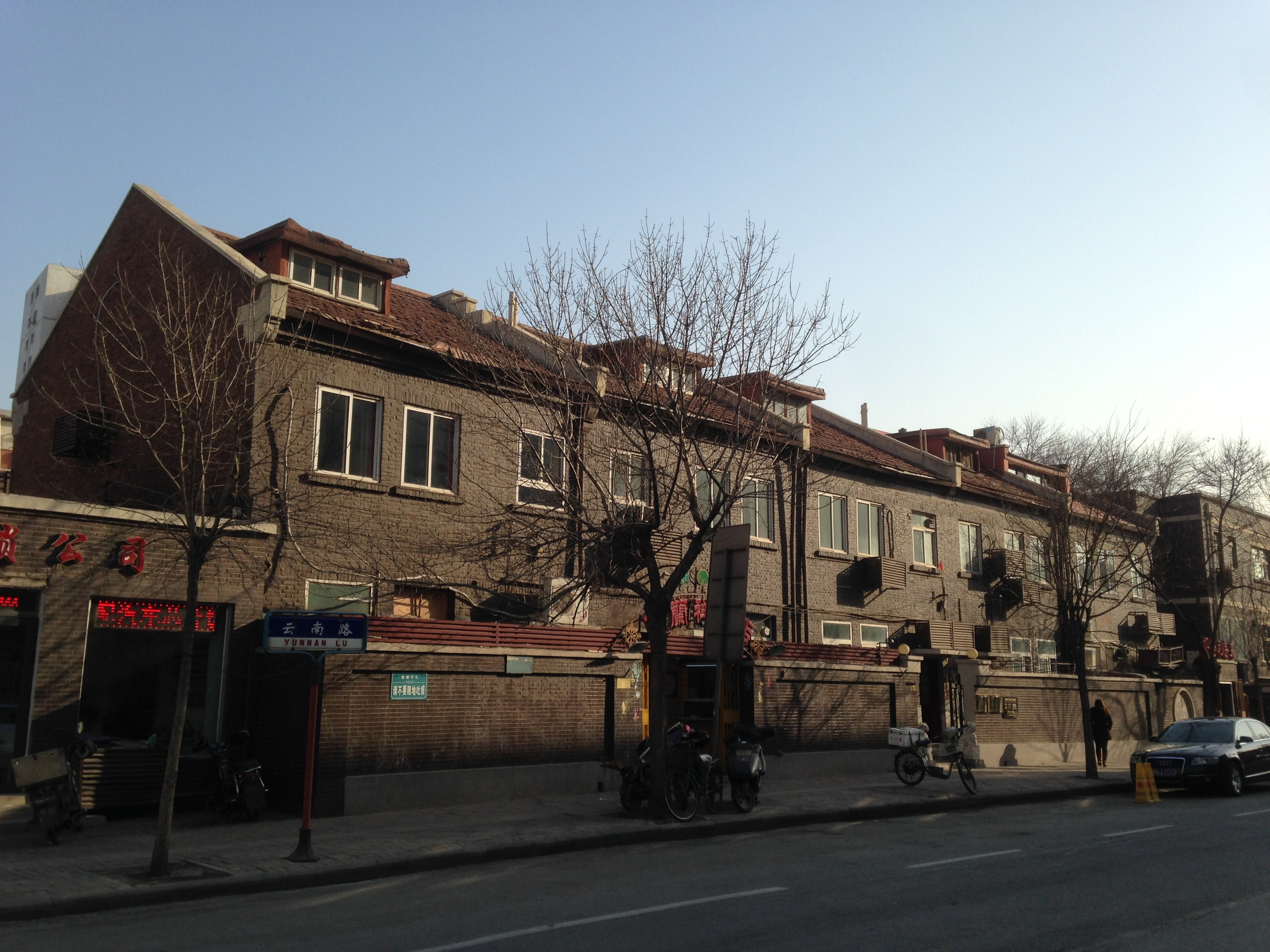
云南路11-19号